# الکساندر زواروف
الکساندر زواروف (اوکراینی: Олександр Анатолійович Заваров؛ زادهٔ ۲۶ آوریل ۱۹۶۱) بازیکن فوتبال اهل اتحاد جماهیر شوروی سوسیالیستی است که در پست هافبک بازی می‌کرد.
از باشگاه‌هایی که در آن بازی کرده‌است می‌توان به باشگاه فوتبال نانسی، باشگاه فوتبال یوونتوس، باشگاه فوتبال زسکا روستوف-نا-دونو، باشگاه فوتبال دینامو کی‌یف، و باشگاه فوتبال زوریا لوهانسک اشاره کرد.
وی همچنین در تیم ملی فوتبال شوروی بازی کرده‌است.